# اتر (بلژیک)
شهر اتر (به فرانسوی: Attert) در شهرستان ارلن (بلژیک) در استان لوکزامبورگ در منطقه فدرال والوون در کشور بلژیک واقع شده است.

## نگارخانه

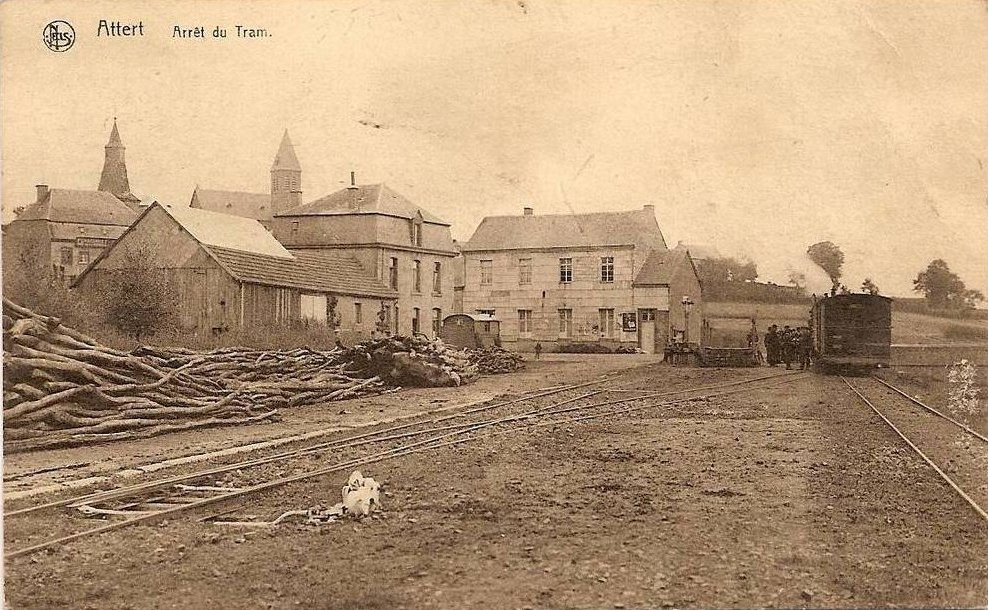
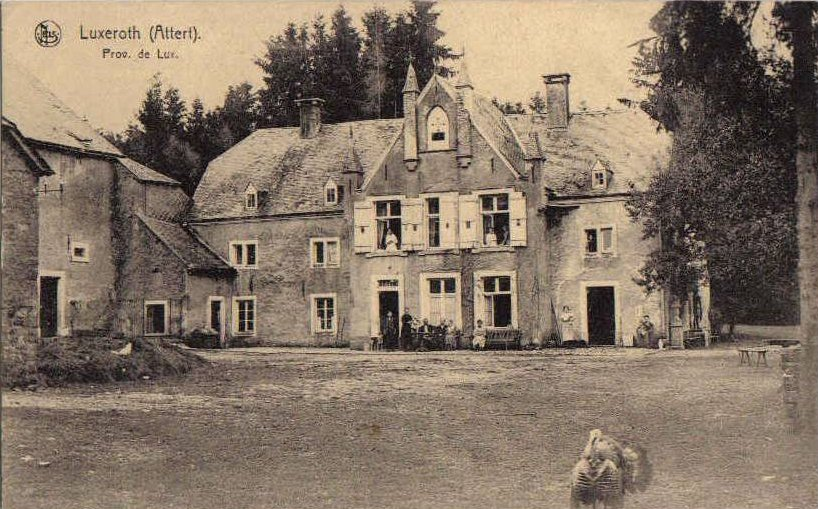
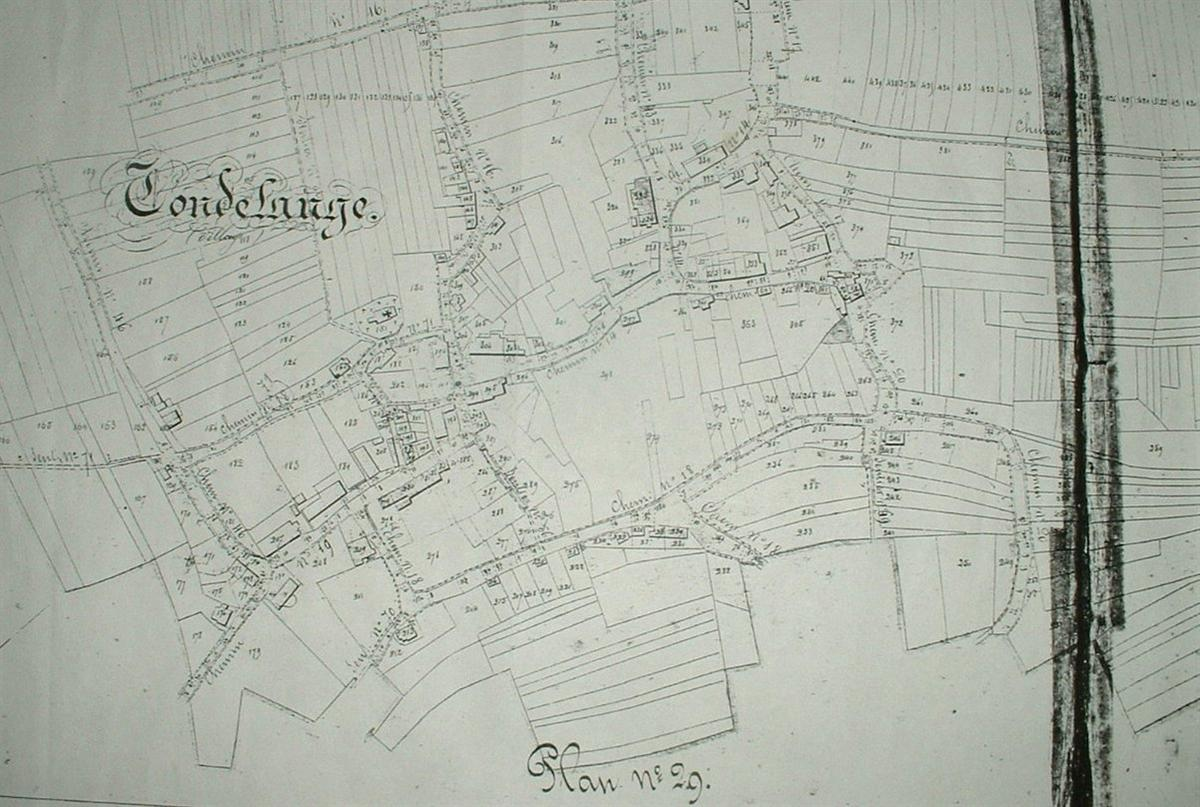
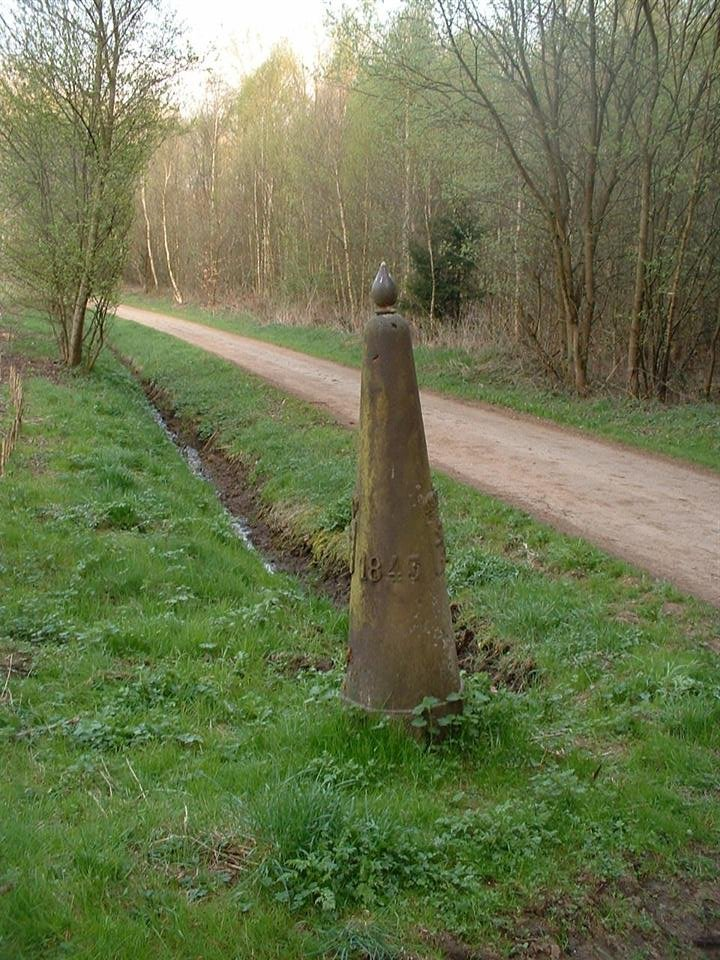